# Sima Lozanić
Simeon (Sima) Milivoje Lozanić (în sârbă Сима Лозанић; n. 24 februarie 1847, Belgrad, Principatul Serbiei – d. 7 iulie 1935, Belgrad, Regatul Iugoslaviei) a fost un chimist sârb, președinte al Academiei Regale Sârbe, primul rector al Universității din Belgrad, ministru de externe, ministru al industriei și diplomat. La Grandes écoles și ulterior când aceasta s-a transformat în Universitatea din Belgrad, a predat chimie și electrosinteză. A publicat peste 200 de lucrări științifice și studii de specialitate.

## Primii ani și educație
Simeon Lozanić s-a născut la 24 februarie 1847, în Belgrad, Serbia. După absolvirea studiilor de drept în orașul natal, și-a continuat formarea în domeniul chimiei sub îndrumarea profesorului Johannes Wislicenus la Universitatea din Zürich și ulterior cu profesorul August Wilhelm von Hofmann la Universitatea din Berlin. A obținut titlul de doctor în chimie la Universitatea din Zürich pe 19 martie 1870. Începând din 1872, a predat la Școala Mare din Belgrad, instituție precursoare a universității moderne, iar după transformarea acesteia în Universitatea din Belgrad, a devenit profesor la Facultatea de Filosofie, unde a activat până în 1924.

## Activitatea la Universitatea din Belgrad
Când Universitatea din Belgrad a fost fondată în 1905, Sima Lozanić a făcut parte din primii opt profesori titulari care au selectat întreaga echipă academică. A fost ales ca primul rector al universității. În discursul său de la ceremonia de deschidere, a declarat:

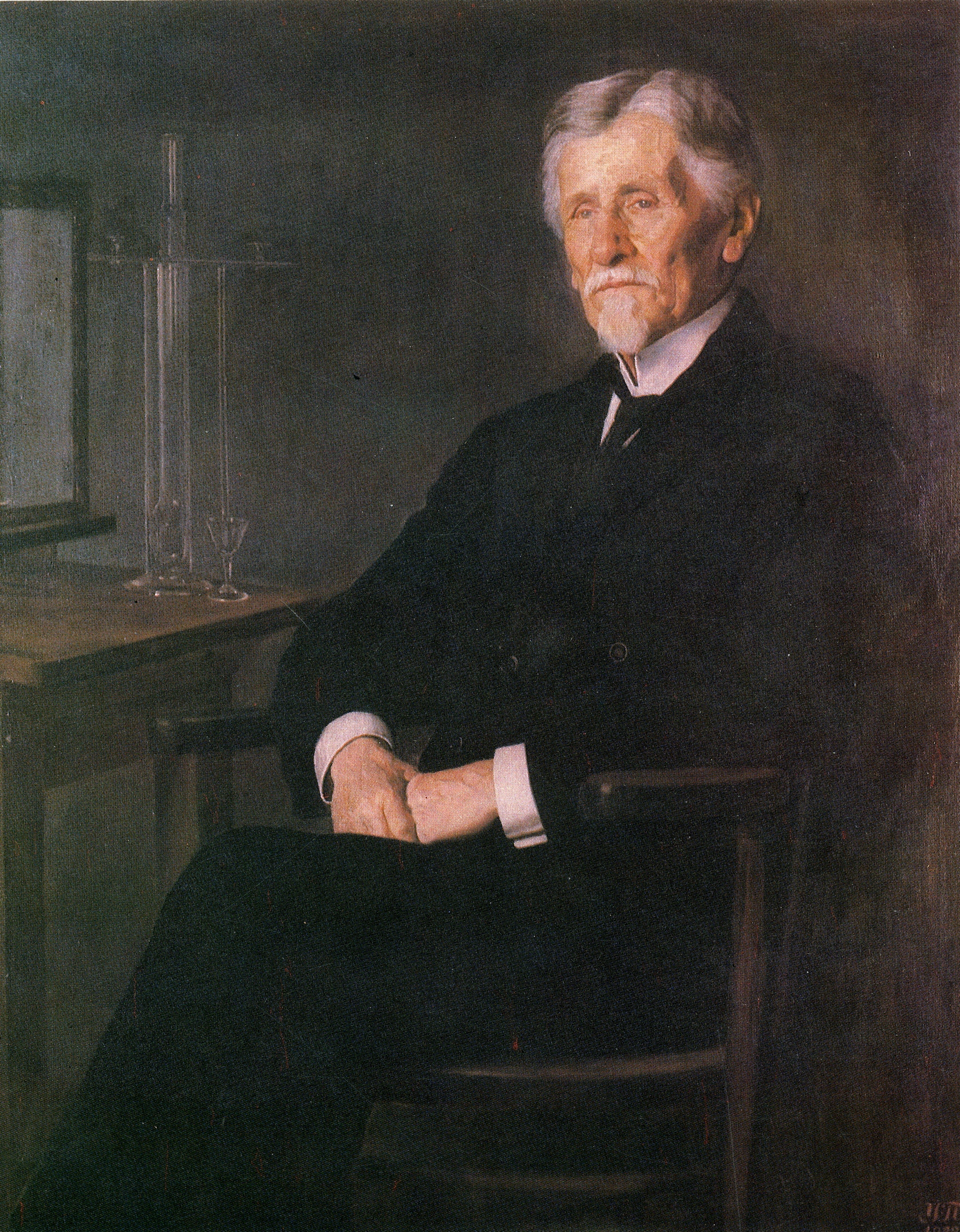
Portretul lui Sima Lozanić realizat de Uroš Predić

„Credința noastră anterioară că poporul sârbi se va uni nu prin cărți de gramatică, ci prin arme, a fost dezastruoasă pentru intelectul poporului nostru. Eu cred contrariul – că educația va fi principalul factor în soluționarea acelei importante chestiuni ale noastre și că aceasta ar fi fost deja rezolvată dacă ne-am fi îngrijit mai bine de educația noastră. De aceea, cred că educația este forța care realizează toate obiectivele. Dacă educația noastră ar fi fost mai avansată, tot ce ține de viața poporului nostru ar fi fost mai bun și mai de succes.”
Lecțiile sale de chimie erau structurate la standarde europene, uneori depășind practicile universităților de prestigiu. Laboratoarele și bibliotecile pe care le-a organizat erau dotate cu echipamente moderne, iar metodele sale pedagogice au condus la elaborarea unor dintre primele manuale de chimie din Serbia. Lozanić a scris manuale în multiple domenii: Chimie anorganică, Chimie organică, Chimie analitică și Biotehnologie. Manualele sale erau recunoscute internațional și, în unele domenii, revoluționare. De exemplu, manualul său de Chimie anorganică a fost primul manual universitar european care includea tabelul periodic al Dmitri Mendeleev și unul dintre primele care conținea un capitol despre Termochimie. Manualele sale de Chimie organică sunt printre primele în care compușii chimici erau reprezentați prin formula structurală, o abordare revoluționară pentru epocă.
De asemenea, Lozanić a realizat lucrări științifice și profesionale în toate domeniile chimiei, cu contribuții remarcabile în electrosinteză, în cadrul căreia a studiat reacțiile CO și CO2 cu alte substanțe sub influența descărcărilor electrice. A publicat peste 200 de lucrări științifice în domeniul chimiei aplicate și chimiei experimentale. În 1889, a efectuat prima analiză a apei termale de la Gamzigrad.
A devenit membru al Societății Învățaților Sârbi (precursoare a Academiei Sârbe de Științe și Arte) pe 30 ianuarie 1873, membru asociat al Academiei Regale Sârbe pe 23 ianuarie 1888, iar pe 6 ianuarie 1890 a devenit membru deplin. A ocupat funcția de președinte al Academiei Regale Sârbe în două mandate: 1899–1900 și 1903–1906. Între 1907 și 1912, a condus Societatea Sârbă de Chimie.
Pe plan politic, a deținut funcția de ministru al industriei în trei mandate: 12 ianuarie – 21 martie 1894, 15 octombrie 1894 – 25 iunie 1895 și 11 octombrie 1897 – 30 iunie 1899. A fost ministru de externe între 21 martie – 15 octombrie 1894 și 23 decembrie 1902 – 23 martie 1903. A servit ca diplomat și a participat la evenimentele politice și militare ale epocii. Începând din 1900, a fost ambasador al Serbiei la Londra. În timpul Primului Război Mondial, a condus Comitetul de Ajutor pentru Refugiați din Serbia în 1916 și a fost șef al misiunii de sprijin a Serbiei în Statele Unite (1917), mobilizând resurse pentru populația afectată de război.
Simeon Sima Lozanić a fost primul doctor honoris causa al Universității din Belgrad. A murit pe 7 iulie 1935, în Belgrad, la vârsta de 89 de ani. 

## Recunoaștere și moștenire

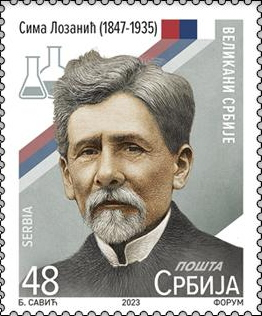
Lozanić pe un timbru din 2023 al Serbiei

O expoziție intitulată „Sima Lozanić în știința și cultura sârbească” a fost organizată în cinstea sa de către Academia Sârbească de Științe și Arte, în perioada ianuarie - martie 1993, în galeria instituției de pe strada Knez Mihailova din Belgrad. Viața și activitatea sa au fost studiate în profunzime de chimista Snežana Bojović, care i-a dedicat o monografie de 262 de pagini, intitulată simplu Sima Lozanić. Lozanić figurează în lista Cei 100 cei mai proeminenți sârbi, iar o stradă din cartierul Dedinje din Belgrad îi poartă numele. Academia Sârbească de Științe și Arte a declarat anul 2023 ca fiind Anul Simei Lozanić.
Printre numeroasele sale decorații se numără:
- Ordinul Sfântul Sava (clasa I și III)
- Ordinul Crucii Takovo
- Ordinul Miloș cel Mare (clasa III)
- Medalia de argint pentru bravură
- Medalia comemorativă de război
- Ordinul Mântuitorului (clasa I, Grecia)
- Ordinul Orange-Nassau (clasa I, Olanda)
- Ordinul Osmanieh (clasa I, Imperiul Otoman)
- Ordinul „Coroana României” (clasa I)